# Rock 'n' Dollars (chanson)
Pour l'album, voir William Sheller (album).
Singles de William Sheller
She Opened the Door
(1970) La Fille de Montréal / Photos-souvenirs
(1975)
Rock 'n' Dollars est une chanson française écrite, composée et interprétée par William Sheller pour l'album du même nom sorti en 1975. C'est le titre qui a fait découvrir William Sheller au grand public.

## Historique
Premier extrait de l'album William Sheller, Rock 'n' Dollars est une chanson écrite par Sheller durant l'hiver 1974 pour se moquer des chanteurs à la mode qui utilisent beaucoup d'anglicismes.
Le 16 mai 1975, Philippe Bouvard invite Sheller dans son émission Bouvard en liberté sur Antenne 2. À la dernière minute, le chanteur apprend qu'il va chanter son titre dans la rubrique intitulée « La chanson idiote ». Il proteste et refuse catégoriquement de passer pour un imbécile à la télé et de ruiner sa carrière dès sa première émission. Mais Bouvard va le voir et lui donne sa première leçon de médias : « Écoutez, d'abord je n'ai pas d'autre endroit où vous mettre, et ensuite je vais vous dire une chose : si votre chanson n'est pas idiote, le public n'est pas idiot non plus et va s'en rendre compte, et c'est le moment de l'émission le plus regardé. » Bouvard arrondit un peu les angles dans sa présentation en précisant qu'il s'agit plus d'une chanson satirique que véritablement idiote et Sheller accepte d'interpréter sa chanson en direct devant le public.
La chanson rencontre alors rapidement un grand succès auprès des auditeurs : elle fait l'objet d'une large diffusion sur les stations de radio périphériques et le single s'écoule à plus de 83 000 exemplaires entre le 12 mai et le 27 août 1975, se classe à la 23e place du hit-parade français et à la 33e place des charts wallons. Le succès du titre porte l'album dont il est extrait à la treizième position du Top 30 Lesueur avec plus de 500 000 exemplaires vendus.

## Analyse et postérité
Écrite en quelques minutes pour se moquer des chanteurs utilisant des anglicismes, la chanson est prise au premier degré par une partie du public et fait de Sheller un chanteur de variétés. Il déclare à ce sujet : « Moi qui rêvais d'écrire des mini-symphonies avec piano et orchestre, je me retrouvais à faire le zouave en cover de magazines avec ma veste fluo et mes drôles de chaussures. » Sa maison de disques insiste pour qu'il écrive d'autres chansons du même type mais il refuse. En 1977, le Grand Orchestre du Splendid l'invite à chanter Rock 'n' Dollars au café-théâtre ; après cette expérience, désireux de prendre ses distances avec l'image que renvoie cette chanson, il cesse de l'interpréter en public jusqu'à un passage dans l'émission Taratata en 1994,.

## Classements
| Classement (1975)                       | Meilleure position |
| --------------------------------------- | ------------------ |
| France (SNEP)                           | 23                 |
| Belgique (Wallonie Ultratop 50 Singles) | 33                 |